# Liste der Monuments historiques in Neuvelle-lès-Voisey
Die Liste der Monuments historiques in Neuvelle-lès-Voisey führt die Monuments historiques in der französischen Gemeinde Neuvelle-lès-Voisey auf.

## Liste der Immobilien
| Bezeichnung      | Beschreibung                                                            | Standort               | Kennzeichnung | Schutzstatus     | Datum     | Bild |
| ---------------- | ----------------------------------------------------------------------- | ---------------------- | ------------- | ---------------- | --------- | ---- |
| Wohnhaus         | Portal bezeichnet 1719; 1955 zur Vergrößerung des Schulhofs abgebrochen | Rue du Pont (?) (Lage) | PA00079160    | Inscrit gelöscht | 1929 2003 |      |
| Kirche St-Genest | Chor, 1719                                                              | Rue Colas-Joly (Lage)  | PA00079159    | Inscrit          | 1989      |      |

## Liste der Objekte
| Bezeichnung                      | Beschreibung                                                  | Standort                       | Kennzeichnung | Schutzstatus | Datum | Bild |
| -------------------------------- | ------------------------------------------------------------- | ------------------------------ | ------------- | ------------ | ----- | ---- |
| Skulptur Heiliger Genasius       | Holz, farbig gefasst und vergoldet, 18. Jahrhundert           | in der Kirche St-Genest (Lage) | PM52000945    | Classé       | 1965  |      |
| Skulptur eines heiligen Bischofs | Holz, farbig gefasst und vergoldet, Ende des 18. Jahrhunderts | in der Kirche St-Genest (Lage) | PM52000948    | Classé       | 1966  |      |
| Skulptur Madonna mit Kind        | Holz, farbig gefasst und vergoldet, 17. Jahrhundert           | in der Kirche St-Genest (Lage) | PM52000947    | Classé       | 1966  |      |
| Skulptur Heiliger Sebastian      | Holz, farbig gefasst und vergoldet, 18. Jahrhundert           | in der Kirche St-Genest (Lage) | PM52000946    | Classé       | 1965  |      |